# Эберль, Вилли
Вилли Эберль (нем. Willy Eberl; 11 декабря 1899, Грумбах — 9 декабря 1947, Фрайталь) — художник и коллекционер произведений искусства.

## Биография
Ещё в детстве Вилли Эберль познакомился с Хельмутом Хайнцем, будущим директором музея Фрейталер. Кроме того, во время своего визита в Dresdner Kunstgewerbeschule (совместно с Максом Фельдбауэром и Полом Рёслером), он встретился с Отто Диксом. Во Фрайтале Эберль занялся дизайном обоев. Благодаря своему знакомству с молодыми художниками-авангардистами ему также удалось собрать коллекцию произведений искусства. Позже в коллекцию вошли работы Карла Бэнцера, Отто Гусмана и Георгия Люрига. С 1936 по 1938 год в студии Эберля в Дрездене дизайнером работал Эрих Рудольф (он три года работал над керамикой и живописью).
Из собственных картин Эберля на выставках и аукционах широкой публике представлялись «Erntelandschaft in Quohren» (1942), «An der Wiederitz» (1943), «Stilleben mit Gladiolen» (натюрморт с гладиолусами, 1947) и акварель «Hainsdorf» (Хейнсдорф, 1934). В 1947 году Вилли Эберль покончил жизнь самоубийством: с 1949 года его вдова стала получить специальную пенсию. Коллекция Эберля послужила основой для Städtische Sammlungen Freital в замке Burgk (Фрайталь).